# Seznam cyklistických časopisů
Toto je seznam časopisů, které se věnují cyklistice.
| Název                     | Země vydání        | První vydání | Poslední vydání | Podtéma            |
| ------------------------- | ------------------ | ------------ | --------------- | ------------------ |
| 53x11                     | Česko              | 2008         |                 | Silniční cyklistka |
| Bicycle Quarterly         | USA                | 2002         |                 |                    |
| Bicycling                 | USA                | 1961         |                 |                    |
| Bike guru                 | Česko              | 2019         | 2020            |                    |
| BIKE Magazine             | Spojené království | 2018         |                 |                    |
| Bike                      | Česko              | 2012         | 2018            |                    |
| Bike Bulletin             | Česko              | 1995         | 1995            |                    |
| Bike guru                 | Česko              | 2019         | 2020            |                    |
| Bike                      | Slovensko          | 2014         | 2017            |                    |
| Biker                     | Slovensko          | 2009         |                 | Horská cyklistika  |
| Carrier                   | Nizozemsko         | 2023         |                 | Nákladní kola      |
| Canadian Cycling Magazine | Kanada             |              |                 |                    |
| Cranked                   | Spojené království |              |                 |                    |
| Citybike                  | Česko              | 2011         | 2011            | Městská cyklistika |
| Ciclismo a Fondo          | Španělsko          |              |                 |                    |
| Cycle                     | Spojené království |              |                 |                    |
| Cycle Sport               | Spojené království | 1993         | 2016            |                    |
| Cycling Active            | Spojené království | 2009         | 2016            |                    |
| Cycling Electric          | Spojené království |              |                 | Elektrokola        |
| Cycling Plus              | Spojené království | 1992         |                 |                    |
| Cycling Weekly            | Spojené království |              |                 |                    |
| Cycling West              | USA                | 1993         |                 |                    |
| Cycling World             | Spojené království |              |                 |                    |
| Cyclisme international    | Francie            | 1986         | 2004            |                    |
| Cyclisme magazine         | Francie            |              |                 |                    |
| Cyclist                   | Spojené království |              |                 |                    |
| Cyklo relax               | Slovensko          | 2011         | 2012            |                    |
| Cyclo sport               | Francie            |              |                 |                    |
| Cyclotourisme             | Francie            | 1953         |                 |                    |
| Cyklista                  | Česko              | 1995         | 1997            |                    |
| Cyklista                  | Slovensko          | 2001         | 2002            |                    |
| Cyklomag                  | Slovensko          | 2009         | 2012            |                    |
| Cykločtení                | Česko              | 2003         | 2019            |                    |
| Cykloservis               | Česko              | 1993         |                 |                    |
| Cykloturistika            | Česko              | 1995         |                 |                    |
| Cyklistika                | Slovensko          | 2011         |                 |                    |
| Český bikros              | Česko              | 2003         | 2005            | BMX                |
| Dirt Rag                  | USA                | 1989         | 2020            | Horská cyklistika  |
| Draisena                  | Německo            | 1895         | 1899            |                    |
| E-bike                    | Francie            |              |                 |                    |
| Elektrokola               | Česko              | 2015         | 2022            | Elektrokola        |
| L'Industrie Vélocipédique | Francie            | 1882         | 1913            |                    |
| Le Cycle                  | Francie            |              |                 |                    |
| Le Sport Vélo             | Francie            | 2011         | 2013            |                    |
| Miroir du cyclisme        | Francie            | 1960         | 1994            |                    |
| Mountain Bike Rider       | Spojené království |              |                 | Horská cyklistika  |
| Mountain Biking UK        | Spojené království |              |                 | Horská cyklistika  |
| Pédale !                  | Francie            |              |                 |                    |
| Poggio                    | Belgie             |              |                 |                    |
| Planète cyclisme          | Francie            | 2005         |                 |                    |
| Rad-Welt                  | Německo            | 1895         | 1933            |                    |
| RennRad                   | Německo            |              |                 |                    |
| Rouleur                   | Spojené království | 2005         |                 |                    |
| Singletrack               | Spojené království | 2001         |                 | Horská cyklistika  |
| Solo Bici                 | Španělsko          |              |                 | Horská cyklistika  |
| Sporting Cyclist          | Spojené království | 1955         | 1968            |                    |
| Špurt                     | Slovensko          | 1993         | 1996            |                    |
| Total Bike                | Mexiko             |              |                 |                    |
| Tour                      | Německo            | 1977         |                 | Silniční cyklistka |
| Trekkingbike              | Německo            | 2002         |                 |                    |
| Velo                      | Česko              | 1998         |                 |                    |
| Velocipedista             | Rakousko-Uhersko   | 1888         | 1890            |                    |
| Velojournal               | Švýcarsko          | 1993         |                 |                    |
| Vélo Magazine             | Francie            | 1968         |                 |                    |
| Vélo tout terrain         | Francie            |              |                 |                    |
| Vélo Un                   | Francie            | 1993         | 1999            |                    |
| Vélo vert                 | Francie            | 1989         |                 |                    |
| VTT Magazine              | Francie            | 1988         |                 |                    |